# 鈴鹿サーキット温泉
鈴鹿サーキット温泉（すずかさーきっとおんせん）は、三重県鈴鹿市にある温泉。1994年開業。鈴鹿サーキットに存在し、日帰り入浴施設の鈴鹿サーキット天然温泉クアガーデンがあった。
2021年3月1日から設備点検のため臨時休業していたが、老朽箇所が確認され今後の維持管理が困難であるとの判断でそのまま営業を終了した。なお代替施設として、鈴鹿サーキットホテルの宿泊客専用の温泉施設「THE SPA」が2023年3月18日にオープンしている。

## 泉質
- アルカリ性単純泉
  - 源泉温度44.5℃
  - 湧出量毎分620リットル

## アクセス
- 公共交通機関
  - 近鉄名古屋線白子駅から三重交通バス乗車「鈴鹿サーキット」停留所下車
- 自家用車
  - 東名阪自動車道鈴鹿インターチェンジから国道1号経由約13km